# Bujinkan

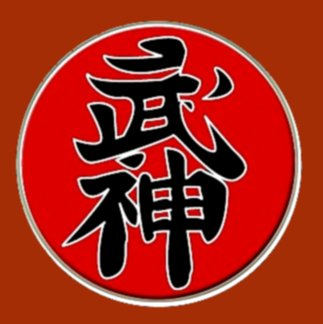
Bujinkans logotyp

Bujinkan (武神館) är namnet på en organisation, grundad och ledd av Hatsumi Masaaki (初見良昭 Hatsumi Masaaki). Inom organisationen utövas japansk stridskonst under benämningen Bujinkan Budō Taijutsu. Namnet "Bujinkan" kan översättas till "Den gudomlige krigarens hus" eller "stridsgudens hus". Stilen är i väst mest känd för sin koppling till de legendariska ninja-krigarna.

## Historia
Bujinkans grundare, Hatsumi Masaaki, förärades ledarskapet över nio traditionella stridskonstskolor (s.k. Ryū-ha) av sin mästare Takamatsu Toshitsugu. Dessa dateras många generationer och århundraden tillbaka - för en av skolorna ända till 1160-talet. I skolorna ingår obeväpnad och beväpnad kamp samt element av traditionell ninjutsu.
Organisationen grundades för att bevara och vidareförmedla denna kunskap och kan sägas fungera som en "paraplyorganisation" med styrning från Noda i Japan. Bujinkans huvudträningscenter (Hombu dōjō) finns även där.
Stilen introducerades i Sverige under tidigt 80-tal av Bo Munthe. Många Bujinkan-klubbar i Sverige är även anslutna till Svenska Bujinkanförbundet, ett underförbund till Svenska Budo- och Kampsportsförbundet. Svenska Bujinkanförbundet bildades och godkändes som underförbund i Svenska Budo- och kampsportförbundet 21 mars 2009. 
Under ninjaboomen (1980-talet) kallades stilen ofta bara för Ninjutsu eller Ninpō Taijutsu, men idag är stilens fullständiga namn Bujinkan Budō Taijutsu.

## De nio skolorna
De skolor (ryū-ha) som Bujinkan består av är:
- Shinden Fudō Ryū Dakentaijutsu (神伝不動流打拳体術)
- Kukishin Ryū Happō Bikenjutsu (九鬼神流八法秘剣術)
- Takagi Yōshin Ryū Jūtaijutsu (高木揚心流柔体術)
- Gyokko Ryū Kosshijutsu (玉虎流骨指術)
- Kotō Ryū Koppôjutsu (虎倒流骨法術)
- Gikan Ryū Koppōjutsu (義鑑流骨法術)
- Togakure Ryû Ninpō Taijutsu (戸隠流忍法体術)
- Gyokushin Ryū Ninpō (玉心流忍法)
- Kumogakure Ryū Ninpō (雲隠流忍法)

## Budō Taijutsu
Träningen består till huvuddel av traditionell japansk obeväpnad kamp (jūjutsu), som inom Bujinkan ofta kallas för taijutsu. Andra förekommande benämningar är: koppojutsu, kosshijutsu, dakentaijutsu, jutaijutsu. Taijutsu skiljer sig dock från västerländsk, modern jujutsu på många sätt. Träningen sker oftast i parform, s.k. kata, och inbegriper olika typer av försvar och attacker med sparkar, slag, kast, ledlås, fasthållningar, strypningar, m.m. Tävlingar förekommer inte.
Vid sidan av den obeväpnade kampen tränas även tekniker med en rad traditionella japanska vapen. Några av de vanligaste förekommande är: 
- Kenjutsu. Svärdsträning med långsvärd (tachi), kortsvärd (kodachi), kniv (tantō). För träning används ofta träsvärd (bokken) eller bambusvärd (shinai). Svärdsdrag (iaijutsu) tränas oftast med blankstålsvapen.
- Bōjutsu. Stavträning med lång stav (bō 1,8m ekstav), mellanlång stav (jō 1,2m ekstav) eller kort stav (hanbo 0,9m ekstav)
- Sōjutsu. Japanskt spjut (Yari)
- Shurikenjutsu. Kastvapen; kastspikar (bo shuriken), kaststjärnor (hira shuriken)
- Juttejutsu. Japansk batong.

Systemet innehåller dessutom tekniker med rep (nawa), solfjäder (tessen), japansk hillebard (naginata), stridslie (kusarigama), m.fl. Basen är dock den vapenlösa träningen. 
Utövarna bär svart dräkt (keikogi), till skillnad från de flesta budôarter där man bär vit. Man bär ofta också traditionella strumpor med delad tå (tabi). Vissa bär även kyahan (damasker) till dräkten.

## Graderingssystem
Inom Bujinkan används ett system med kyū-/dan-grader, vilket är vanligt bland japanska stilar. Nybörjare startar med Mukyū (vitt bälte, ingen grad) och därifrån följer Kukyū (9:e Kyū) vidare i fallande ordning till Ikkyū (1 Kyū). För Kyū-graderade används grönt bälte (rött för kvinnor). I vissa Dōjō används flera olika färger på bälten, framförallt för barnklasser.  Efter Kyū följer 10 Dan-grader; från Shōdan (1 Dan) till Jūdan (10 dan). Utövare med Dan-grader bär svart bälte. 
Testet för Godan (5 dan) skiljer sig markant från tester för andra grader. Testet utförs av Bujinkans överhuvud (eller på senare tid av någon Shihan utsedd av Stormästaren) och går till så att utövaren sitter på golvet i traditionell japansk sittställning, Seiza, blundandes, medan testförrättaren står bakom och gör ett vertikalt hugg med ett bambusvärd eller ett fukuro shinai (mjukt svärd). Om utövaren kan undvika hugget klarar han/hon testet. 
Det finns 5 nivåer av Jūdan döpta efter de fem elementen (jord, vatten, eld, vind och tomhet). I vardagstal benämns dessa Jūichidan-Jūgodan (11-15 dan).